# Eleanor Joachim
Mary Eleanor Joachim (* 1874; † 1957) war eine neuseeländische Buchbinderin. Sie fertigte künstlerische Bucheinbände, angeregt durch die von William Morris begründete Arts and Crafts Movement.
Nach dem Besuch der Otago Girls’ High School in Dunedin, Otago und einem Kunststudium erlernte sie das Buchbinden, Vergolden und die Werkzeugherstellung in London. Ihren ersten Einband fertigte sie 1903 für einen Band der Arts and Crafts Essays von William Morris. 1907 stellte sie auf der Ausstellung Wommen's Work in Melbourne einen Einband aus, für den sie Auszeichnungen erhielt.